# Парфино
Парфино (на руски: Парфино) е селище от градски тип в Русия, административен център на Парфински район, Новгородска област. Населението му към 1 януари 2018 година е 6692 души.